# АЛРОСА
ЗАТ «АЛРОСА» (ЗАО «АЛРОСА») — найбільша в Росії компанія, що займається розвідкою, видобутком, обробкою і реалізацією алмазів, і один з найбільших світових виробників алмазів.

## Історія
Створена 1992 року указом президента РФ "Про утворення акціонерної компанії «Алмази Росії — Саха».

## Характеристика
АК «АЛРОСА» — закрите акціонерне товариство, яке є наступником «Якуталмазу», Комдрагмету Росії, «Алмазювелирэкспорта», які увійшли до її складу. Акціонери компанії — Міністерство управління державним майном РФ (32 % акцій), Міністерство управління державним майном Республіки Саха (32 %), робітники підприємств (23 %) та ін. Формує бюджет Республіки Саха на 80 % (2000).
Чистий прибуток російської компанії «АЛРОСА» на межі ХХ-XXI ст. мав негативну динаміку і знизився з 371,5 млн дол. у 1999 р. до 340,5 млн у 2000 р. [Rapaport TradeWire. 2001, July]. За цей же період компанія De Beers суттєво збільшила свої прибутки. «АЛРОСА» намагається наслідувати приклад De Beers, щоб підвищити ефективність своєї роботи, а також співпрацювати з De Beers. Підписана торгова угода, згідно з якою «АЛРОСА» повинна продати De Beers алмазів на 4 млрд дол. протягом 5 років. «АЛРОСА» почала маркетинг своїх діамантів під власною торговою маркою.
Компанія планувала до 2005 р. подвоїти продуктивність гранильного виробництва, довівши її до 200 млн дол/рік.
До 2005 планувалося інвестувати в алмазодобувне виробництво понад 2,6 млрд дол. США. За оцінками геологів, при поточному рівні видобутку «АЛРОСА» диспонує запасами на 50 років.

## Санкції
У сісні 2024 року Рада ЄС запровадила додаткові обмежувальні заходи проти компанії та її директора Павла Мариничева, їх було визнано дотичними до війни в Україні.

## Виробництво
Обсяг виробництва «АЛРОСА» становить майже 100 % всіх алмазів, що добуваються в Російські Федерації, і бл. 20 % світового видобутку. Компанія має близько 30 підрозділів різного профілю.
Зокрема, активно проводить геологорозвідувальну роботу (10 % від всього обсягу цих робіт у РФ). Виробник діамантів. Щорічно на 4-х рудних кар'єрах і 3-х копальнях добуває алмазів на 1,5 млрд дол. США. Географія діяльності компанії велика — від Північного Льодовитого океану — до півдня Африки.